# هوليركاني
هوليركاني هي قرية في Dubăsari District [الإنجليزية]، في الجزء الشرقي من جمهورية مولدوفا.

## جغرافيا
تقع المنطقة على ضفة أكبر نهر في البلاد ، دنيستر.

## الديمغرافيا
في تعداد عام 2004 ، كان عدد سكان البلدة 2،522 ، منهم 2،488 مولدوفا ، و 22 رومانيًا ، و 3 أوكرانيين ، و 5 روس ، و 1 الكاكوز ، و 3 آخرين. في تعداد عام 1930 ، كان عدد سكان القرية 1،819 ، منهم 1799 رومانيًا ، و 14 يهوديًا (جميعهم بلغة اليديشية كلغة أم) ، و 4 مجريين ، وألماني واحد ، وروسي واحد . في ذلك الوقت كانت هوليركانر جزءًا من Plasa Mașcăuți في مقاطعة(Orhei County (Romania) [الإنجليزية]

## أشخاص بارزون
Vitalie Marinuța [الإنجليزية]